# Nicolae Popa (deputat)
Nicolae Popa (n. 25 martie 1953, com. Corbasca, județul Bacău) este un politician român. Nicolae Popa a fost ales deputat în legislatura 1996-2000 pe listele PDSR. Nicolae Popa a fost ales deputat în legislatura 2004-2008 și a fost membru în grupurile parlamentare de prietenie cu Republica Arabă Egipt, Republica Austria și Republica Croatia.